# Cologne Centurions
De Cologne Centurions (of simpelweg de Centurions) was een professioneel American footballteam uit Keulen, Duitsland. Ze speelden in de NFL Europa, een spin-off van de NFL, dat in de lente plaatsvond in Europa.
Het team is opgericht in 2004, omdat er in de NFL Europa plaats was voor een nieuw team, nadat de Barcelona Dragons gestopt waren.
De Centurions hebben in hun korte bestaan nog nooit de World Bowl gewonnen. De beste prestatie tot nu toe was een derde plaats in de groepsfase in 2005, waarmee ze net de World Bowl misten.

## Resultaten per seizoen
W = Winst, V = Verlies, G = Gelijk, R = Competitieresultaat
| Seizoen                         | W  | V  | G | R                    | Playoff resultaat    |
| ------------------------------- | -- | -- | - | -------------------- | -------------------- |
| Cologne Centurions (NFL Europe) |    |    |   |                      |                      |
| 2004                            | 4  | 6  | 0 | 4e plaats            | --                   |
| 2005                            | 6  | 4  | 0 | 3e plaats            | --                   |
| 2006                            | 4  | 6  | 0 | 4e plaats            | --                   |
| Cologne Centurions (NFL Europa) |    |    |   |                      |                      |
| 2007                            | 6  | 4  | 0 | 3e plaats            | --                   |
| Totaal                          | 19 | 19 | 0 | (inclusief playoffs) | (inclusief playoffs) |